# پوپوواتس (پاراچین)
پوپوواتس (به صربی: Popovac) یک منطقهٔ مسکونی در صربستان است که در ناحیه پوموراولیه واقع شده‌است. پوپوواتس ۸۰۵ نفر جمعیت دارد.